# Agnès Boury
Pour les articles homonymes, voir Boury.
 (mai 2024).
Si vous disposez d'ouvrages ou d'articles de référence ou si vous connaissez des sites web de qualité traitant du thème abordé ici, merci de compléter l'article en donnant les références utiles à sa vérifiabilité et en les liant à la section « Notes et références ».
Agnès Boury est une metteuse en scène, actrice et réalisatrice française, principalement connue pour jouer le rôle de Mary « Renaissance » dans la série télévisée Hero Corp et quelques rôles dans les films d'Isabelle Mergault.

## Théâtre

### Metteur en scène
- 2022 : Une idée géniale de Sébastien Castro, mise en scène avec José Paul, Théâtre Michel
- 2015 : Il était une fois. Les Histoires préférées des enfants, Théâtre de la Michodière
- 2014 : Le Dîner de cons de Francis Veber, Théâtre de la Michodière
- 2013 : Le Don d'Adèle de Barillet et Gredy, Théâtre Tête d'or
- 2013 : Le Fils du comique, de et avec Pierre Palmade, Théâtre Saint-Georges
- 2012 : Colorature, Mrs Jenkins et son pianiste, avec Agnès Bove et Grégori Baquet, Théâtre du Chien qui Fume à Avignon et Théâtre du Ranelagh à Paris
- 2011 : Entre deux ils d'Isabelle Cote, mise en scène avec José Paul, Théâtre de l'Œuvre
- 2011 : Annabelle M, une histoire sans faim de Sandie Masson, Théâtre des Mathurins
- 2011 : L'Amour sur un plateau d'Isabelle Mergault, Théâtre de la Porte-Saint-Martin
- 2010 : Le Gai Mariage de Gérard Bitton et Michel Munz, mise en scène avec José Paul, Théâtre des Nouveautés
- 2009 : Cendrillon, le spectacle musical de Gérald Sibleyras et Étienne de Balasy, Théâtre Mogador
- 2007 : Panique à bord, spectacle musical de Stéphane Laporte[Lequel ?] et Patrick Laviosa, Vingtième Théâtre
- 2005 : Le Sens du ludique, une comédie pornographique et familiale  de Jean-Luc Lemoine, mise en scène avec Morgan Spillemaecker, Le Splendid
- 2005 : Les Hors la loi d'Alexandre Bonstein, Théâtre Marigny
- 2002 : La presse est unanime de Laurent Ruquier, Théâtre des Variétés
- 2002 : L'Éloge de ma paresse, de et avec Maria Pacôme, Théâtre Montparnasse
- 2002 : Duel, conception Agnès Boury, Laurent Cirade, Paul Staïcu, Théâtre des Mathurins

## Filmographie

### Télévision
- 1993 : L'Avis des bêtes. Une certaine idée de la France. avec Élie et Dieudonné
- 2008 à 2017 : Hero Corp : Mary « Renaissance »
- 2011 : Le Grand Restaurant II de Gérard Pullicino

### Cinéma
- 2010 : Donnant Donnant d'Isabelle Mergault : Martha
- 2008 : Enfin veuve d'Isabelle Mergault : Madame Jobert
- 2006 : Je vous trouve très beau d'Isabelle Mergault : Huguette

### Réalisation
- 1999-2000 : Evamag (saisons 1 et 2, quelques épisodes)

## Distinction
- Molières 2023 : Molière de la comédienne dans un second rôle pour Une idée géniale